# Folkrepubliken Donetsk
Folkrepubliken Donetsk, förkortat FRD, (ryska: Донецкая Народная Республика/Donetskaja Narodnaja Respublika, ukrainska: Донецька Народна Республіка/Donetska Narodna Respublika) var en självutropad stat i östra Ukraina som delade gräns med Ukraina, Ryssland och den likaledes självutropade Folkrepubliken Lugansk. Staten uppbar ekonomiskt och militärt bistånd från Ryssland – som tillsammans med Syrien och Nordkorea är de enda länderna (per augusti 2022) som officiellt erkänt republiken som självständig.
Folkrepubliken annekterades av Ryssland i oktober 2022, men ingår fortsatt i den ukrainska nationalstaten, och FN:s generalförsamling har uppmanat sina medlemsstater att inte erkänna Donetsk som en egen nation. I samma uttalande uppmanade generalförsamlingen även Ryssland att avbryta sitt "försök till illegal annektering".
Den självutnämnda statens ledarorganisation utgjordes av en politisk gruppering som sedan 2007 varit förbjuden att verka i Ukraina. Sedan 16 maj 2014 har Ukraina klassificerat folkrepubliken i sin helhet som en terroristorganisation.

## Historia
Folkrepubliken utropades den 7 april 2014 av ett antal aktivister som då ockuperade både den regionala centrala administrationsbyggnaden i Donetsk oblast och stadshuset i Donetsk. Ockupationerna av statliga administrationsbyggnader spred sig därefter till andra städer i regionen. Den självutnämnda nationens domvärjo sträckte sig till att börja med inte särskilt långt utanför de ockuperade administrationsbyggnaderna och beväpnade vägspärrarna. Den reella kontrollen utanför städer och samhällen var okänd.
Den 15 april 2014 förannonserade interimsregeringen i Kiev en militär motoffensiv för att stävja de proryska militanterna. Två dagar senare skedde en militär nedtrappning, i och med att Ryssland, USA och EU kom överens om en plan för att reda ut krisen i Ukraina. Representanter för Folkrepubliken Donetsk vägrade dock att gå med på avtalet, och man svor att fortsätta sina ockupationer fram till dess att man kommit kommit överens om en folkomröstning – eller att interimsregeringen i Kiev avgått.
Den 11 maj 2014 hölls ensidigt utlysta folkomröstningar i Donetsk och Luhansk oblast (Federala staten Nya Ryssland), där separatistledarna förklarade att man med stor majoritet gett sitt stöd för de båda folkrepublikerna. Den 24 maj undertecknade de båda separatistiska folkrepublikerna ett avtal som bekräftade deras inlemmande i en konfederation med namnet Federala staten Nya Ryssland. I maj 2015 meddelades dock att konfederationsprojektet avslutats.
Den 21 februari 2022 erkände Ryssland, som första nation och via sin president Vladimir Putin, Folkrepubliken Donetsk och dess granne Folkrepubliken Lugansk som självständiga stater. Några timmar senare skickade han in "fredsbevarande" trupper i områdena. Rysslands invasion av Ukraina 2022 inleddes tre dagar senare, bland annat via utbrytarregionerna.
Ryssland deklarerade i oktober 2022 att Donetsk oblast, liksom tre andra Ukrainska regioner, oåterkalleligen tillhör Ryssland. Vid tidpunkten hade ukrainska trupper återtagit en del av regionerna, av vilka de flesta inte varit mer än delvis ockuperade av Ryssland. Innan detta hade så kallade folkomröstningar ordnats i folkrepublikerna och de övriga ockuperade områdena.

## Bilder

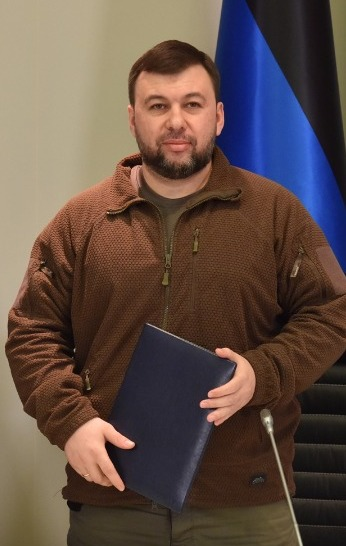
Folkrepubliken Donetsks president Denis Pusjilin.
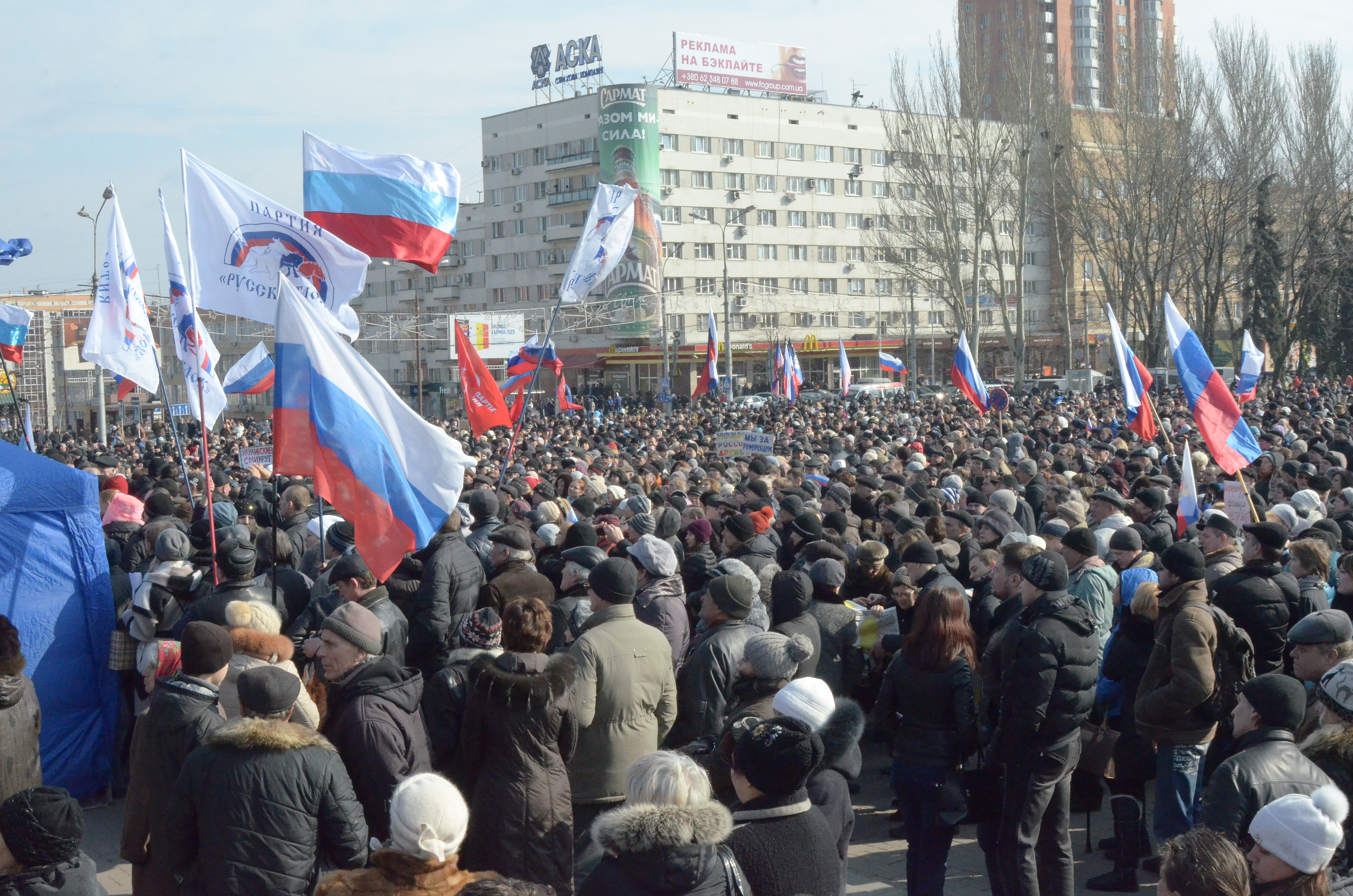
Proryska protester i Donetsk (9 mars 2014).
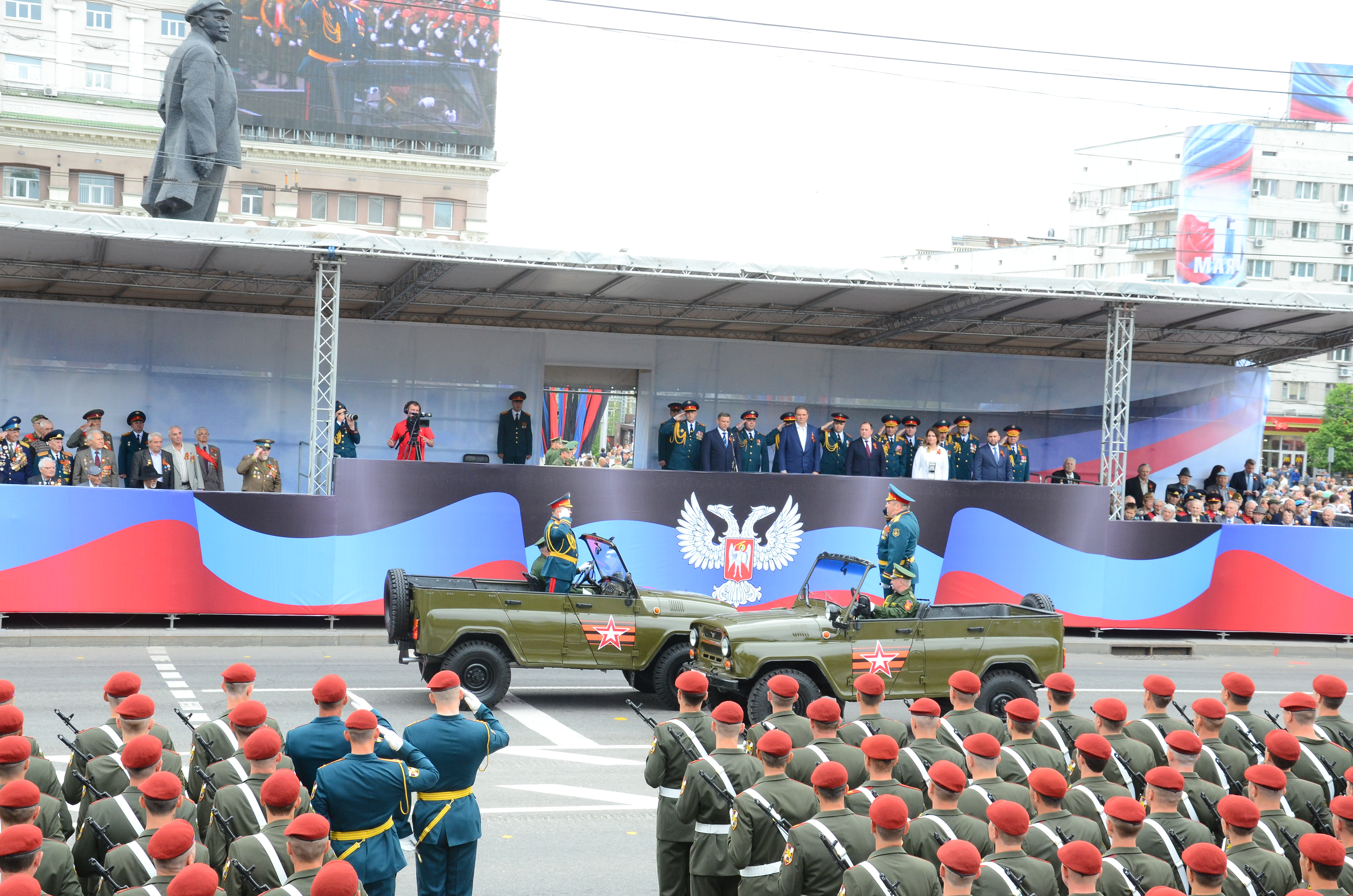
Segerdagen i Donetsk (9 maj 2018).